# Wissen aktuell
Wissen aktuell ist eine deutsche Dokumentarreihe, die sich in jeder Folge ausführlich mit einem populärwissenschaftlichen Thema beschäftigt. Es besteht aus einer Abfolge nach Themen gruppierter Kurzreportagen, die zu einem Hauptthema zusammengefasst gesendet werden. Die Sendelänge schwankt zwischen einundeinhalb und zweieinhalb Stunden. Sie enthält Reportagen aus allen drei 3sat Ländern.

## Produktion und Veröffentlichung
Die Serie wird seit 2007 in Deutschland produziert. Erstmals wurde die Serie am 28. Februar 2007 im Abendprogramm von 3sat meistens donnerstags ausgestrahlt.